# Luuka (district)
Le district de Luuka est un district d'Ouganda. Sa capitale est Luuka.

## Histoire
Ce district a été créé en 2010 par séparation de celui d'Iganga.